# Sloboda govora i blasfemija
Često postoji napetost između političkih sloboda, posebice slobode govora, te određenih primjera umjetnosti, književnosti, govora ili drugih akata koje neki smatraju svetogrdnima ili blasfemičnima. Dokaz o tome da ta napetost nije iščeznula očituje se u mnogim primjerima kontroverzija i sukoba u čitavu svijetu.
Iako je mnogo zakona o zabrani blasfemije ukinuto već dugo vremena, posebice u zapadnom svijetu, ovi su zakoni još uvijek na snazi u mnogim zemljama i jurisdikcijama (vidi zakoni protiv blasfemije). U nekim se slučajevima takvi zakoni još uvijek odnose na tisak iako se aktivno više ne provode.
Pitanje slobode govora i blasfemije ne može se sagledavati odvojeno od uloge religije kao izvora političke moći u nekim društvima. U takvu društvu, blasfemija je jednaka prijetnji ne samo za religiju, već i za postojeći politički poredak; stoga su u tim slučajevima institucionalna kazna i opći odgovor na blasfemiju puno teži i nasilniji.
Neiscrpan popis modernih incidenata koji su doveli do moralne panike, javnih protesta, progona, poziva na ubojstvo ili drugih oblika represije naveden je dalje u članku. Prije navođenja takvih primjera valja uzeti u obzir da danas postoji struja mišljenja o tome da je svaki zakon koji kažnjava blasfemiju nazadan, nasilan i krši ljudska prava jer svaki čovjek ima pravo na slobodu izražavanja.

## Kršćanstvo
- Godine 1886. američki slobodni mislilac Robert G. Ingersoll branio je Charlesa B. Reynoldsa iz Boontona u New Jerseyju zbog optužba o blasfemiji.[1] Reynolds je izgubio spor i kažnjen je novčanom kaznom od 50 $ koju je platio Ingersoll. Ingersollova obrana Reynoldsa dovela je u ozbiljnu ustavnu sumnju zakone o blasfemiji, pa je tek nekoliko država nakon toga pokušalo progoniti nekoga zbog optužbe o blasfemiji.
- Godine 1933. norveški je autor Arnulf Overland optužen za blasfemiju nakon održana predavanja nazvana Kristendommen - den tiende landeplage ("Kršćanstvo - deseta pošast"), no oslobođen je optužba. Poslije toga nitko nije tužen zbog blasfemije u Norveškoj.[2]
- Godine 1951. 40-minutni film talijanskog neorealista Roberta Rossellinija s naslovom Ljubav izazvao je opće moralno zgražanje.[3] U središtu filma bio je čovjek "sveti Josip" koji je nasilno oplodio "Nanni", uznemirenu seljanku koja je bila uvjerena da je Djevica Marija. Prosvjednici u Parizu dočekivali su pred kinodvoranama film noseći vitriolične znakove s porukama poput "Ovaj je film uvreda svakoj poštenoj ženi i njezinoj majci", "Nemoj biti komunist" i "Nemoj ući u Cesspool."[4] Film je kritiziran kao "nasilan, štetan i blasfemičan". Nakon što je Katolička Crkva izvršila određen pritisak New York Board of Regents opozvao je dopusnicu filmu na osnovi toga što je "svetogrdan". Distributer filma Joseph Burstyn naknadno je uložio priziv na tu odluku koju je Vrhovni sud SAD-a 1952. godine proglasio neustavnom u slučaju Joseph Burstyn, Inc v. Wilson.[5]
- Godine 1966. nizozemski autor Gerard Reve sudski je proganjan zbog blasfemije nakon što je u dijelu svoje proze opisao vođenje ljubavi s bogom utjelovljenom u liku trogodišnjeg magarca. Oslobođen je na osnovi da se radilo o umjetničkom izrazu zaštićenom slobodom govora.[nedostaje izvor]
- Godine 1966. finski je autor Hannu Salama također proganjan i optužen zbog knjige (Juhannustanssit) koju je napisao dvije godine prije toga. Presuda je suspendirana i konačno mu je oprošteno 1968.
- Filmovi koji su bili predmet kritike zbog navodna blasfemična sadržaja uključuju Posljednju kušnju Kristovu i Brianov život Montyja Pythona.[nedostaje izvor]
- Fotografija Piss Christ umjetnika Andresa Serrana koja prikazuje raspelo uronjeno u mokraću izazvalo je sličnu kontroverziju poput slike The Holy Virgin Mary umjetnika Chrisa Ofilija koja je prikazivala crnačku Mariju okruženu prizorima bleksploitacijskih filmova i krupnim kadrom ženskih genitalija izreznim iz pornografskih časopisa.[nedostaje izvor]
- Godine 1998. švedska je umjetnica Elisabeth Ohlson održala svoju izložbu Ecce Homo s prikazima biblijskih likova prilagođenih LGBT temama uključujući Krista kao žrtvu AIDS-a. Biskup uppsalski Tord Harlin izjavio je "u najboljem slučaju riječ je o lošoj teologiji, a u najgorem o blasfemiji".[nedostaje izvor]
- Britanska evangelička organizacija Kršćanski glas predvodila je ulične prosvjede protiv BBC-jeva prikazivanja mjuzikla Jerry Springer – The Opera u kojem jedan od glumaca nosi pelene da bi potom, dok je glumio lik Isusa, izjavio "Malo sam gay". Kršćanski glas objavio je na svojem mrežnom mjestu kućne adrese i telefonske brojeve nekoliko BBC-jevih izvršnih urednika. To je dovelo do toga da su te osobe primile prijetnje smrću. Druga je organizacija Kršćanski institut pokušala podnijeti tužbu za blasfemiju protiv BBC-a. Visoki sud ih je sve odbio.[nedostaje izvor]
- Filmska komedija Dogma (1999.) rezultirala je piketiranjem i tužbama za blasfemiju, te "dvjema i pol" prijetnjama smrću upućenima njezinu redatelju Kevinu Smithu i producentima Bobu i Harveyju Weinsteinu.[nedostaje izvor]
- Godine 2002. autor španjolske osobnoračunalne igre Slaughter Cofrade u javnom vlasništvu poznat po inicijalima "J. C. C. S." službeno je optužen od Crista del Gran Podera zbog kršenja članka 525. kaznenog zakonika koji zabranjuje bilo kakav "napad" na religijsku dogmu, vjerovanje ili ceremoniju. Njegove su igre prikazivale pucanje u likove odjevene u vjersko ruho i koji su nosili kršćanske križeve.[nedostaje izvor]
- Godine 2004. magneti za hladnjak Jesus Dress Up, koji prikazuju crtani lik raspetog Isusa u gaćicama koji se može odjenuti u sotonsku spavaćicu, izazvali su nacionalnu kontroverziju u SAD-u, a Urban Outfitters primili su više od 250.000 pritužba nakon što su prikazani na MSNBC-u. Distributer je otkazao sve preostale narudžbe tvorcu magneta Normalu Bobu Smithu, a zatim je kao posljedicu ove pozornosti aktivistička skupina nazvana Laptop Lobbyists uzbunila umjetnikovu mrežnu kompaniju kojom su privremeno uspjeli ugasiti mrežno mjesto Jesus Dress Up[6]
- Godine 2005. Marithé i François Girbaud parodirali su Leonardovu religijsku sliku Posljednju večeru na javnu plakatu. Katolička je Crkva pokrenula parnicu protiv Girbauda izazvavši zabrinutost glede slobode izražavanja i blasfemije. Sudac je okarakterizirao plakat kao "uvredu za kršćane". Parnica je naposljetku odbačena.[7]
- Crtana knjiga Gerharda Haderera Život Isusov zabranjena je u Grčkoj 2003. godine na osnovi grčkih zakona o "blasfemiji" i "vrijeđanju religije". Godine 2005. njezinu je autoru dosuđena šestomjesečna uvjetna zatvorska kazna in absentia. Tijekom priziva odbačena je i zabrana i presuda nakon što je prvotna odluka izazvala zgražanje u Grčkoj i Europi.
- Godine 2008. punkerski festival u Linköpingu u Švedskoj rabio je marketinčke plakate s prikazom sotone kako prazni crijeva nad Isusom na križu, a sve pod sloganom "Punx against christ [sic]!" Plakat je povučen na zahtjev općine Linköpinga.[8] Objava plakata u lokalnim novinama Östgöta Correspondentenu uzrokovala je prijetnje smrću glavnom uredniku.[9]
- Dana 8. rujna 2011. Advertising Standards Authority, britanska nadzorna služba, zabranio je reklamu za mobilni telefon Phones4U s prikazom slike Isusa Krista nakon što je primio gotovo 100 pritužba da je "ismijan i podcijenjen" kršćanskom vjerom.[10] Prema nadzornoj službi crtani prikaz Isusa kako namiguje i podiže palac gore označen je kao "nepoštovanje kršćanske vjere" i da će "vjerojatno uzrokovati ozbiljnu uvredu, posebice za kršćane".[11]
- U siječnju 2013. godine zagrebačko kazalište Gavella povuklo je plakat za predstavu Fine mrtve djevojke zbog neviđenog pritiska.[12] Udruga Vigilare označila je kazališni plakat s prikazom dviju žena u zagrljaju kao "izrazito vulgaran, uvredljiv i ponižavajući način [kojim se] prikazuje Blažena Djevica Marija" te da se njime "na najgrublji način ismijavaju, omalovažavaju i vrijeđaju svetinje, kao i vjerski osjećaji većine građana u Republici Hrvatskoj."[13]

## Islam
- Dana 18. kolovoza 1925. sada ugasle londonske večernje novine The Star tiskale su crtani Davida Lowa u kojem je kapetan engleske kriketske momčadi Jack Hobbs oslikan kao visok kip u 'Galeriji najvažnijih povijesnih slavnih osoba' i kao onaj u kojega su svi uprijeli pogled odozdo. Među ostalima bio je Muhamed. Colin Seymour-Ure i Jim Schoff u svojoj knjizi David Low pišu "dovoljno bezopasan kod kuće, prikaz Muhameda značio je da je u Indiji crtani 'zgrčio mnogo Muslimana u zanijemljenu bijesu', kao što je kalkutski izvjestitelj Morning Posta sročio u tekstu. Skupovi su održani i prosvjedne rezolucije su usvojene."[14]

- Godine 2006. američki animirani televizijski komični program South Park, koji je prethodno prikazao Muhameda kao lik superjunaka u epizodi "Super Best Friends" od 4. srpnja 2001.[15] i potom prikazivao Muhameda u uvodnoj špici od navedene epizode nadalje,[16] pokušao je satirički ocrtati incident u danskim novinama. U epizodi "Cartoon Wars Part II" namjeravali su prikazati Muhameda kako nabija Petera Griffina, lika u Foxovoj animiranoj televizijskoj emisiji Family Guy. Comedy Central, prikazivatelji South Parka ipak su odbili scenu navodivši zabrinutost zbog nasilnih prosvjeda u islamskom svijetu. Tvorci South Parka reagirali su tako što su umjesto toga satirizirali Comedy Centralov dvostruki standard u prihvatljivosti emitiranja ubacivši stoga isječak epizode "Cartoon Wars Part II" u kojoj crtani američki predsjednik George W. Bush i Isus prazne crijeva nad zastavom Sjedinjenih Država.

- Prizori Muhameda na Pozdravnom hodočašću koje je izazvalo kontroverziju kada su neki urednici poželjeli ukloniti ga s Wikipedije.[17]

- Prosvjed kojem je traženo da Wikipedija ukloni slike Muhameda iz svih članaka započela je u veljači 2008. Glavna slika koja je dovedena u pitanje bila je slika Muhameda u Meki. Wikipedija je odbila ukloniti slike.[18]

## Sikhizam
- Godine 2002. pojavljivanje videoigre Hitman 2: Silent Assassin izazvalo je kontroverziju zbog razine koja je sadržavala ubijanje Sikha unutar prikaza njihova najsvetijeg mjesta Harmandir Sahiba.[19] Izmijenjena inačica Silent Assassina naposljetku je objavljena s uklonjenim spornim materijalom iz igre.

- Godine 2004. kazalište u Birminghamu u Engleskoj otkazalo je izvedbu drame Behzti (Beščašće) dramatičara Gurpreeta Kaura Bhattija. Drama je prikazivala seksualno napastovanje i ubojstvo u gurdvari (sikhskom hramu).[20]

## Hinduizam
- M.F. Hussaina, priznatog indijskog slikara, napale su hinduske nacionalističke organizacije poput Rashtriya Swayamsevak Sangha, Vishva Hindu Parishada i Shiv Sene zbog prikazivanja obnaženih hinduskih božanstava i zbog njegova prikaza Bharat mate u kojem je naslikao golu ženu s imenima indijskih država napisanima na njezinu tijelu.[nedostaje izvor]

## Više informacija
- blasfemija
- religijska cenzura
- kontroverzne novinske karikature
- kulturni rat
- prikazi Muhameda
- Everybody Draw Mohammed Day
- sloboda govora
- religijska uvreda
- trijumfalizam